# Ennerich
Ennerich ist ein Stadtteil der Stadt Runkel im mittelhessischen Landkreis Limburg-Weilburg.

## Geographie
Der Ort liegt rund einen halben Kilometer südlich der Lahn, nahezu in der Mitte des Limburger Beckens, rund 2,5 Kilometer südwestlich der Kernstadt Runkel und rund vier Kilometer östlich der Kreisstadt Limburg an der Lahn.
Der Ort zerfällt in drei voneinander getrennte Siedlungsteile: im Westen, unmittelbar in die Häuser des Limburger Stadtteils Eschhofen übergehend, das Gewerbegebiet „Großmannswiese“, in der Mitte ein gemischtes Neubau- und Gewerbegebiet sowie davon durch die Aue des Emsbachs getrennt im Osten der ursprüngliche Ort. Die Main-Lahn-Bahn verläuft am Südrand des Orts, die Lahntalbahn durchläuft nördlich des Orts einen Tunnel. Keine der beiden Bahnlinien hat einen Haltepunkt im Ort. Der von Südosten nach Nordwesten fließende Emsbach beschreibt bei Ennerich eine Doppelkurve, so dass er in einem Abschnitt von Süden nach Norden fließt.
Die Gemarkung ist grob dreieckig geformt, mit einer Spitze in Richtung Südwesten. Sie grenzt im Norden über eine kurze Strecke an den Nachbarstadtteil Dehrn, im Nordosten an Steeden, im Osten an die Kernstadt Runkel, im Süden an Lindenholzhausen und im Westen an Eschhofen, beide letztere Stadtteile von Limburg an der Lahn. Der Ort selbst liegt zwischen 120 und 150 Metern Höhe. Während das Gelände im Süden kaum über 120 Meter ansteigt, schließt sich nördlich und östlich des Emsbachs eine Geländestufe an, auf deren Hang auch der alte Ortskern liegt. Im Osten steigt das Gelände sanft auf bis zu 175 Meter an, während die Höhenunterschiede im Norden auf dem schmalen Streifen zum Lahntal hin abrupter sind und bis zu 170 Meter erreicht werden.
Die landwirtschaftlich genutzte Fläche nimmt 108 der 270 Hektar großen Gemarkungsfläche ein, Wald bedeckt 60 Hektar und die bebaute Fläche 17 Hektar. Der nordwestliche Teil der Gemarkung besteht aus Mischwald, der zu einem größeren Waldstück gehört, das sich auch über Nachbargemarkungen bedeckt. Südlich des Orts befindet sich ein kleineres Waldstück, das Ennerich mit Lindenholzhausen teilt. Nördlich von Ennerich flankiert ein rund hundert Meter breiter Streifen Wald das südliche Ufer der Lahn. Davon befindet sich nur ein kleiner Teil rund um die „Blücherschanze“ auf Ennericher Gebiet; der Rest gehört zur Kernstadt Runkel.

## Geschichte

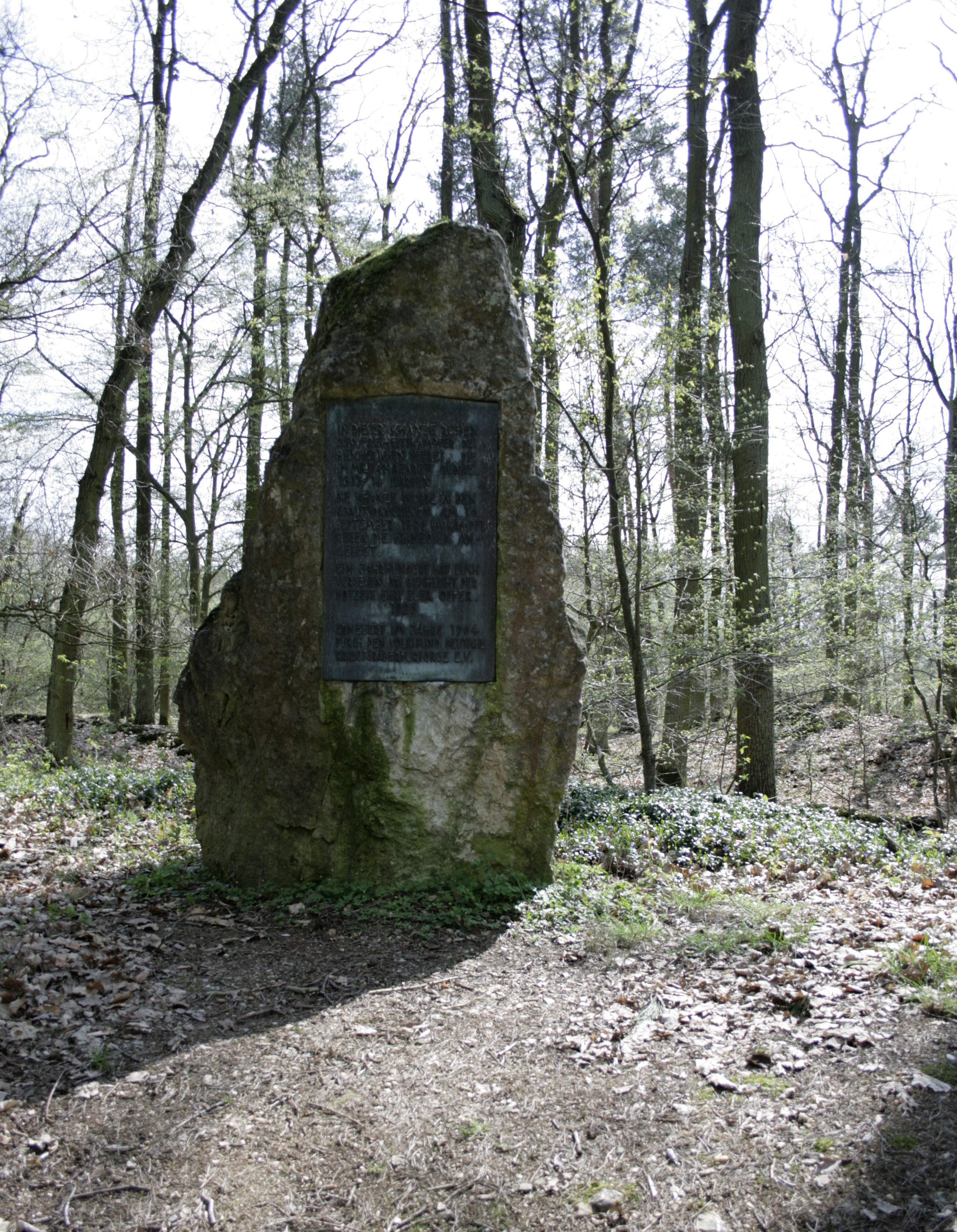
Gedenkstein in der „Blücherschanze“

### Ortsgeschichte
In einer Schenkungsurkunde Karls des Großen an das Kloster Prüm aus dem Jahr 790 wurde Ennerich bekanntermaßen erstmals erwähnt. Der damalige Name „Aendriche“ wird als keltische Wortbildung gedeutet. Im Jahr 1366 gehörte Ennerich zur Grafschaft Diez, kurz darauf ging es zunächst als Pfand, 1376 ganz an die Herrschaft Runkel über.
Die Kapelle des Orts wurde erstmals 1365 erwähnt. Später gehörte die Kapelle möglicherweise zu einem nahe gelegenen Franziskanerkloster. Im Wesentlichen dürfte noch der heutige Bau der Ursprungsform einer romanischen Kapelle ähneln.
Nördlich des Orts befindet sich in einem Waldgebiet die „Blücherschanze“. Ursprünglich wurde sie in den Koalitionskriegen am 16. September 1796 von Koalitionstruppen angelegt. 1813/14 wurden rund 250 Soldaten aus dem Heer Blüchers dort beigesetzt, die in einem Militärlazarett auf der Burg Runkel gestorben waren; vornehmlich an Typhus. Heute erinnert ein 1926 errichteter Gedenkstein an sie.
1910 erhielt der Ort elektrischen Strom, 1911 fließendes Wasser. In den 1950er Jahren wurden die ersten Häuser des Neubaugebiets westlich des Emsbaches errichtet. Im Jahr 1995 begann die Bebauung des Gewerbegebiets an der Ortsgrenze nach Eschhofen, ein Jahr später wurde das Bürgerhaus eingeweiht.
Hessische Gebietsreform (1970–1977)
Zum 1. Dezember 1970 fusionierten die bis dahin selbstständige Gemeinde Ennerich und weitere Gemeinden, im Zuge der Gebietsreform in Hessen, mit der Stadt Runkel. Dadurch wurde Ennerich ein Stadtteil von Runkel.
Für die eingegliederten Gemeinden sowie für die Kernstadt wurde je ein Ortsbezirk mit Ortsbeirat und Ortsvorsteher nach der Hessischen Gemeindeordnung gebildet.

### Verwaltungsgeschichte im Überblick
Die folgende Liste zeigt die Staaten bzw. Herrschaftsgebiete und deren untergeordnete Verwaltungseinheiten, in denen Ennerich lag:
- vor 1806: Heiliges Römisches Reich, Anteil der Grafschaft (seit 1791 Fürstentum) zu Wied-Runkel, Amt oder Herrschaft Runkel
- ab 1806: Herzogtum Nassau,[Anm. 1] Standesherrschaft Wied-Runkel, Amt Runkel
- ab 1849: Herzogtum Nassau, Kreisamt Limburg[Anm. 2]
- ab 1854: Herzogtum Nassau, Amt Runkel
- ab 1867: Norddeutscher Bund[Anm. 3], Königreich Preußen, Provinz Hessen-Nassau, Regierungsbezirk Wiesbaden, Oberlahnkreis[Anm. 4]
- ab 1871: Deutsches Reich, Königreich Preußen, Provinz Hessen-Nassau, Regierungsbezirk Wiesbaden, Oberlahnkreis
- ab 1918: Deutsches Reich, Freistaat Preußen, Provinz Hessen-Nassau, Regierungsbezirk Wiesbaden, Oberlahnkreis
- ab 1944: Deutsches Reich, Freistaat Preußen, Provinz Nassau, Oberlahnkreis
- ab 1945: Amerikanische Besatzungszone, Groß-Hessen, Regierungsbezirk Wiesbaden, Oberlahnkreis
- ab 1946: Amerikanische Besatzungszone, Land Hessen, Regierungsbezirk Wiesbaden, Oberlahnkreis
- ab 1949: Bundesrepublik Deutschland, Land Hessen, Regierungsbezirk Wiesbaden, Oberlahnkreis
- ab 1968: Bundesrepublik Deutschland, Land Hessen, Regierungsbezirk Darmstadt, Oberlahnkreis
- ab 1970: Bundesrepublik Deutschland, Land Hessen, Regierungsbezirk Darmstadt, Oberlahnkreis, Stadt Runkel[Anm. 5]
- ab 1974: Bundesrepublik Deutschland, Land Hessen, Regierungsbezirk Darmstadt, Landkreis Limburg-Weilburg, Stadt Weilburg, Stadt Runkel
- ab 1981: Bundesrepublik Deutschland, Land Hessen, Regierungsbezirk Gießen, Landkreis Limburg-Weilburg, Stadt Weilburg, Stadt Runkel

### Bevölkerung
Einwohnerentwicklung
| Ennerich: Einwohnerzahlen von 1834 bis 2020 | Ennerich: Einwohnerzahlen von 1834 bis 2020 | Ennerich: Einwohnerzahlen von 1834 bis 2020 | Ennerich: Einwohnerzahlen von 1834 bis 2020 | Ennerich: Einwohnerzahlen von 1834 bis 2020 |
| --- | ------------------------------------------- | ------------------------------------------- | ------------------------------------------- | ------------------------------------------- |
| Jahr |                                             |                                             |                                             | Einwohner                                   |
| 1834 | 1834                                        |                                             | 222                                         | 222                                         |
| 1840 | 1840                                        |                                             | 242                                         | 242                                         |
| 1846 | 1846                                        |                                             | 288                                         | 288                                         |
| 1852 | 1852                                        |                                             | 336                                         | 336                                         |
| 1858 | 1858                                        |                                             | 331                                         | 331                                         |
| 1864 | 1864                                        |                                             | 348                                         | 348                                         |
| 1871 | 1871                                        |                                             | 355                                         | 355                                         |
| 1875 | 1875                                        |                                             | 329                                         | 329                                         |
| 1885 | 1885                                        |                                             | 346                                         | 346                                         |
| 1895 | 1895                                        |                                             | 284                                         | 284                                         |
| 1905 | 1905                                        |                                             | 296                                         | 296                                         |
| 1910 | 1910                                        |                                             | 317                                         | 317                                         |
| 1925 | 1925                                        |                                             | 325                                         | 325                                         |
| 1939 | 1939                                        |                                             | 337                                         | 337                                         |
| 1946 | 1946                                        |                                             | 483                                         | 483                                         |
| 1950 | 1950                                        |                                             | 502                                         | 502                                         |
| 1956 | 1956                                        |                                             | 423                                         | 423                                         |
| 1961 | 1961                                        |                                             | 445                                         | 445                                         |
| 1967 | 1967                                        |                                             | 488                                         | 488                                         |
| 1970 | 1970                                        |                                             | 538                                         | 538                                         |
| 1980 | 1980                                        |                                             | ?                                           | ?                                           |
| 1990 | 1990                                        |                                             | ?                                           | ?                                           |
| 2000 | 2000                                        |                                             | ?                                           | ?                                           |
| 2011 | 2011                                        |                                             | 855                                         | 855                                         |
| 2015 | 2015                                        |                                             | 873                                         | 873                                         |
| 2020 | 2020                                        |                                             | 786                                         | 786                                         |
| Datenquelle: Historisches Gemeindeverzeichnis für Hessen: Die Bevölkerung der Gemeinden 1834 bis 1967. Wiesbaden: Hessisches Statistisches Landesamt, 1968. Weitere Quellen: LAGIS; Stadt Runkel; Zensus 2011 |                                             |                                             |                                             |                                             |

Einwohnerstruktur 2011
Nach den Erhebungen des Zensus 2011 lebten am Stichtag dem 9. Mai 2011 in Ennerich 855 Einwohner. Darunter waren 120 (14,0 %) Ausländer.
Nach dem Lebensalter waren 186 Einwohner unter 18 Jahren, 363 zwischen 18 und 49, 171 zwischen 50 und 64 und 138 Einwohner waren älter.
Die Einwohner lebten in 333 Haushalten. Davon waren 81 Singlehaushalte, 108 Paare ohne Kinder und 111 Paare mit Kindern, sowie 27 Alleinerziehende und 6 Wohngemeinschaften. In 60 Haushalten lebten ausschließlich Senioren und in 237 Haushaltungen lebten keine Senioren.
Religionszugehörigkeit
| • 1885: | 328 evangelische (= 94,80 %), 13 katholische (= 3,76 %), 5 jüdische (= 1,45 %) Einwohner |
| • 1961: | 338 evangelische (= 75,96 %), 105 römisch-katholische (= 23,60 %) Einwohner              |

## Politik
Seit den Kommunalwahlen in Hessen 2021 ist die Ortsvorsteherin Natascha Schäfer.

## Kultur und Sehenswürdigkeiten

### Vereine
Ennerich verfügt über die Freiwillige Feuerwehr (gegründet 1934, seit 3. August 1984 mit Jugendfeuerwehr), einen Sportclub, den 1863 gegründeten Männergesangverein „Eintracht“, den Schützenverein „Diana“ sowie einen Heimat- und Verschönerungsverein.
Im Jahr 1950 wurde der Sportclub Ennerich e.V. gegründet, der etwa 100 aktive Mitglieder hat und bei dem vorwiegend Fußball gespielt wird. Es wird auch Tennis gespielt. Es gibt eine Herren-Sechser-Mannschaft und eine Herren-30-Vierer-Mannschaft und eine Damen-30-Vierer-Mannschaft.

### Kulturdenkmäler

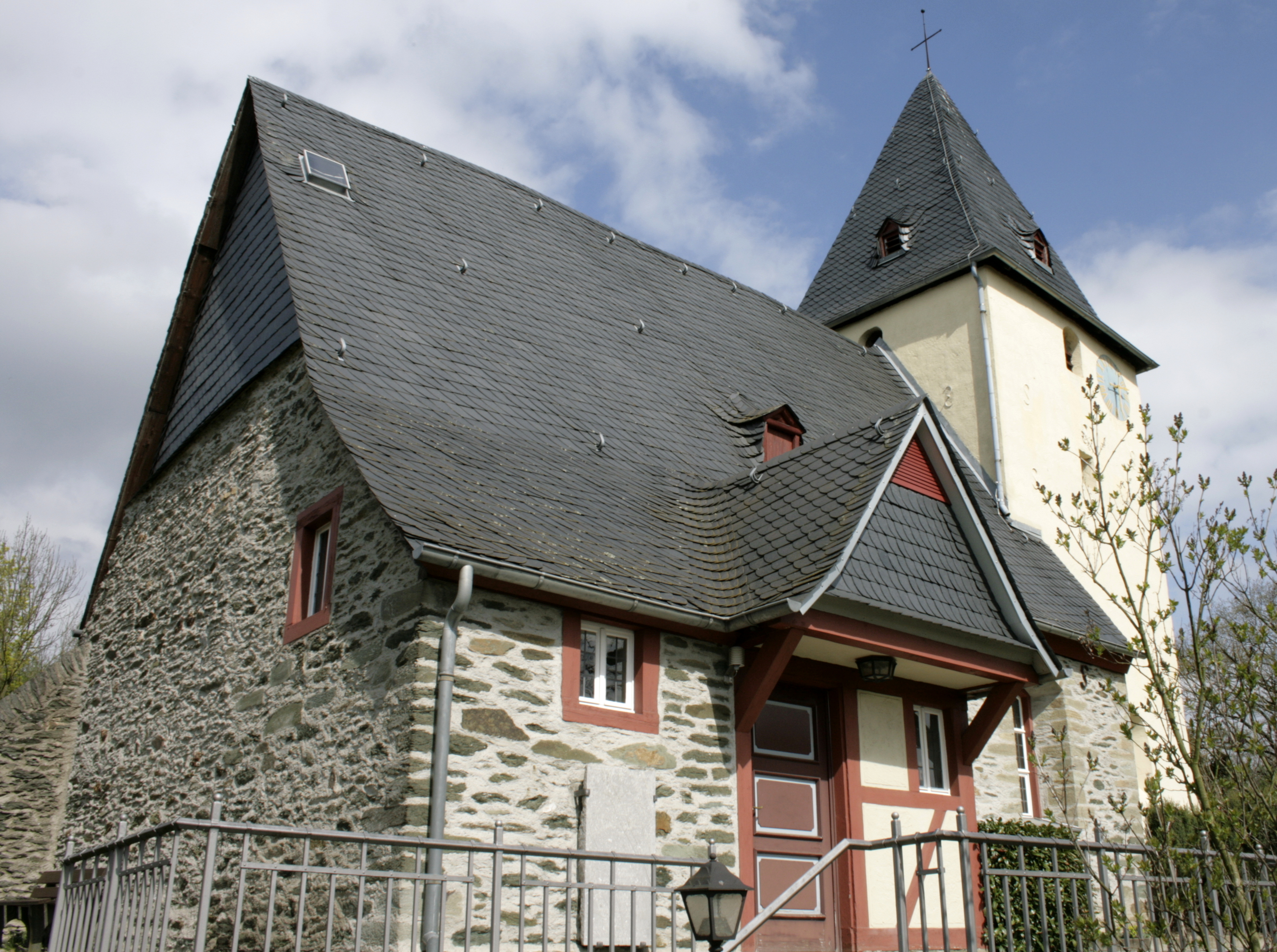
Evangelische Kirche

Vier Gebäude im Ort stehen unter Denkmalschutz. Siehe hierzu die Liste der Kulturdenkmäler in Ennerich.

## Wirtschaft und Infrastruktur
Die großen Ennericher Gewerbegebiete beherbergen unter anderem mehrere Einkaufsmärkte, einen Landmaschinen- sowie mehrere Autohändler und eine Druckerei. Durch die zahlreichen Geschäfte in den Gewerbegebieten bei gleichzeitig geringer Einwohnerzahl hat Ennerich im Landkreis Limburg-Weilburg die größte Pro-Kopf-Zahl von Verkaufsfläche im Landkreis Limburg-Weilburg.
Die Freiwillige Feuerwehr Ennerich, gegr. 1933 (seit 3. August 1984 mit Jugendfeuerwehr), sorgt für den abwehrenden Brandschutz und die allgemeine Hilfe.